# Village Roadshow Pictures
Village Roadshow Pictures é uma empresa americana produtora de filmes. Ela é uma divisão da Village Roadshow, uma empresa de entretenimento de origem australiana.
Village Roadshow produziu filmes na Austrália desde 1970, e expandiu internacionalmente na década de 1990. Um acordo de co-produção como a VRP e Warner Bros começou em 1998, e teve sob a sua legenda grandes sucessos, tais como:
- Da Magia à Sedução (1998)
- Máfia no divã (1999)
- The Matrix (1999)
- Do Fundo do Mar (1999)
- Three Kings (1999)
- Um Encontro a Três (1999)
- Gossip (2000)
- Space Cowboys (2000)
- Planeta Vermelho (2000)
- Miss Simpatia (2000)
- Valentine (2001)
- See Spot Run (2001)
- Exit Wounds (2001)
- Swordfish (2001)
- Cats & Dogs (2001)
- Hearts in Atlantis (2001)
- Training Day (2001)
- Ocean's Eleven (2001)
- The Majestic (2001)
- Queen of the Damned (2002)
- Showtime (2002)
- Eight Legged Freaks (2002)
- The Adventures of Pluto Nash (2002)
- Ghost Ship (2002)
- Analyze That (2002)
- Two Weeks Notice (2002)
- Dreamcatcher (2002)
- The Matrix Reloaded (2003)
- The Matrix Revolutions (2003)
- Mystic River (2003)
- Torque (2004)
- Taking Lives (2004)
- Catwoman (2004)
- Ocean's Twelve (2004)
- Constantine (2005)
- Miss Congeniality 2: Armed and Fabulous (2005)
- House of Wax (2005)
- Charlie and the Chocolate Factory (2005)
- The Dukes of Hazzard (2005)
- Rumor Has It (2005)
- Uma Aventura no Tempo (2006)
- Firewall (2006)
- The Lake House (2006)
- Happy Feet (2006)
- Unaccompanied Minors (2006)
- Ocean's Thirteen (2007)
- Music and Lyrics (2007)
- License to Wed (2007)
- Lucky You (2007)
- The Invasion (2007)
- The Brave One (2007)
- I Am Legend (2007)
- Speed Racer (2008)
- Neopets (2009)

VRP também coproduziu um par de filmes com a Paramount Pictures, sendo os mais notável Zoolander e Down to Earth, e uma joint venture com a Hoyts, Um Encontro a Três, e Musica e Letras (com a Warner Bros.) e Disturbing Behavior (com a Metro-Goldwyn Mayer), Saving Silverman (com a Sony Pictures) e Don't Say a Word (com a 20th Century Fox).
Fora dos Estados Unidos, a empresa teve sucessos como, o filme grego A Touch of Spice, e dentro do mercado Australiano, com filmes como a Bad Eggs, Crackerjack e Fat Pizza.